# Voltairine de Cleyre

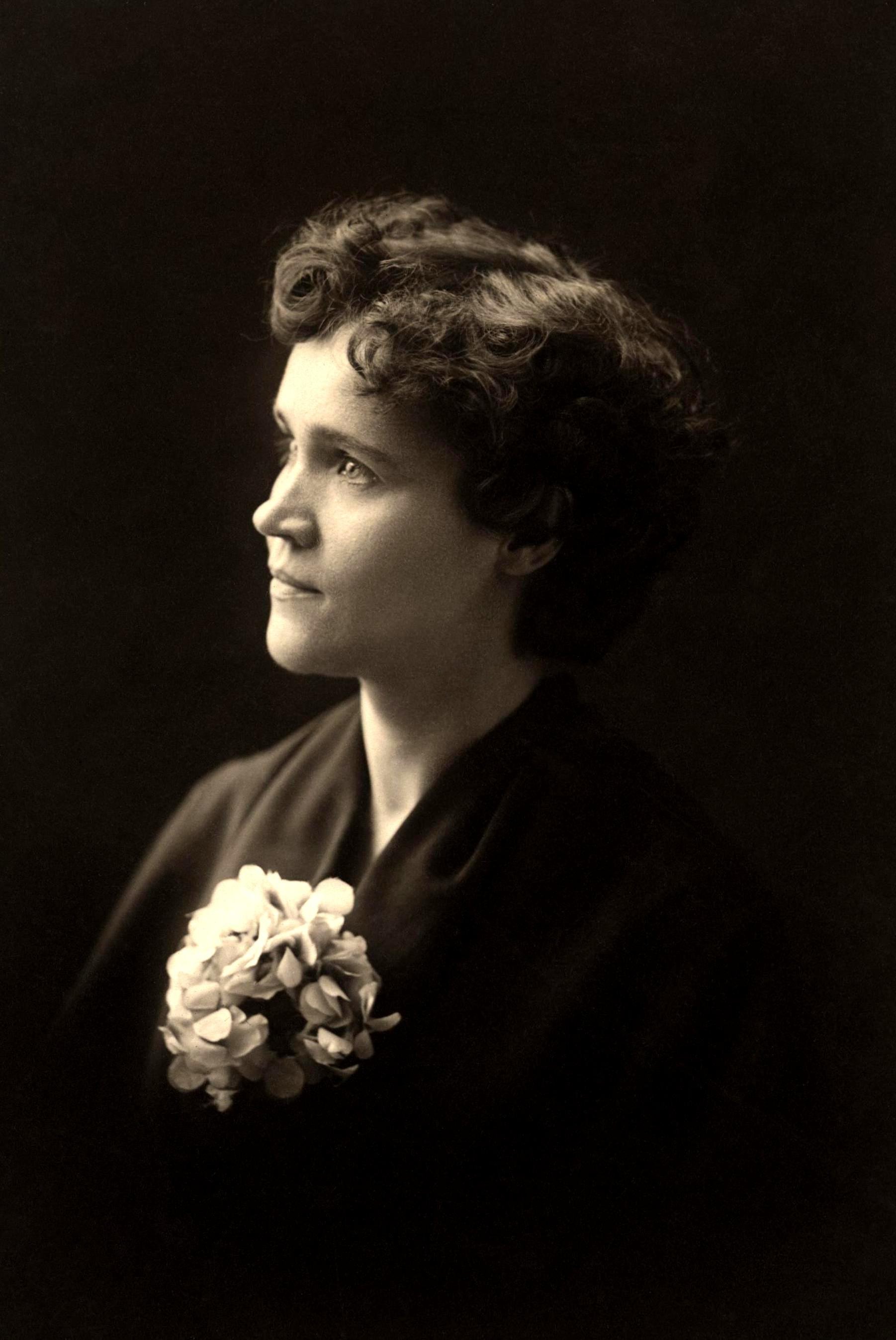
Voltairine de Cleyre, Philadelphia in 1901.

Voltairine de Cleyre (Leslie (Michigan), 17 november 1866 – Chicago, 20 juni 1912) was een Amerikaans anarchiste, feministe en publiciste.

## Leven

### Jonge jaren
De Cleyre groeide op in een klein stadje in Michigan en werd als tiener (omdat dat goed zou zijn voor haar opvoeding) door haar vader geplaatst in een katholiek nonneninternaat in Sarnia (Ontario). Deze ervaring dreef haar echter eerder richting atheïsme dan naar het christelijke geloof. Haar verblijf en de vernederingen daar lieten diepe littekens na en ze probeerde meerdere malen weg te lopen. Niettemin slaagde ze er uiteindelijk voor haar schoolopleiding met een gouden medaille.
Na haar schooltijd ontwikkelden haar retorisch-radicale ideeën zich snel, vooral onder invloed van de geschriften van Thomas Paine en Mary Wollstonecraft. Ze werd lid van de vrijdenkersbeweging en begon anti-klerikale lezingen te geven en artikelen te schrijven. Na de Haymarket-affaire in Chicago en de terechtstellingen van de vermeende betrokkenen werd haar geloof in de rechtvaardigheid van het Amerikaanse rechtssysteem sterk ondermijnd en werd ze anarchiste.
Vanaf 1889 leefde De Cleyre in Philadelphia, vooral te midden van Joodse immigranten. Ze had een relatie met de anarchist Dyer Lum, maar kreeg een zoon, Harry, van de vrijdenker James Elliot. Het kind werd haar echter ontnomen omdat ze weigerde met Elliot te trouwen. Lum pleegde in 1893 zelfmoord.

### Activisme
Niettegenstaande dit persoonlijk drama steeg De Cleyres roem als anarchistisch spreekster en schrijfster vanaf die periode snel. Volgens haar biograaf Paul Avrich was De Cleyre, die ook gedichten schreef, zonder twijfel het grootste literaire talent onder de Amerikaanse anarchisten van rond de eeuwwisseling.
De Cleyre presenteerde zich als een ‘anarchiste zonder adjectieven’: zonder nadere labeling of doctrines. Gaandeweg keerde ze zich wel steeds nadrukkelijker tegen het individualisme binnen het anarchisme, hetgeen haar ideeën (hoewel ze dat zelf categorisch ontkende) dicht in de buurt van het anarchocommunisme bracht. Ze ageerde verder ook fel tegen klassieke man-vrouw rolsystemen en polemiseerde onder andere tegen wetgeving die een man in staat stelde om zijn vrouw ongestraft te kunnen verkrachten binnen het huwelijk. Ze verdedigde nadrukkelijk de directe actie als een middel in de strijd om burgerrechten.

### Later leven
De Cleyre was vaak ziekelijk, leed aan depressies en deed tweemaal een poging tot suïcide. In 1902 ontsnapte ze aan een aanslag door een eerdere volgeling, de psychisch verwarde Herman Helcher, die ze echter onmiddellijk vergaf. De aanslag zadelde haar echter wel op met chronische oor- en keelpijn, alsook met grote moeite om zich te concentreren. De Cleyre stierf in juni 1912 aan hersenvliesontsteking in een ziekenhuis te Chicago. Ze werd begraven op het Waldheimkerhof naast haar vriendin en 'rivale' Emma Goldman, en vlak bij de ‘Haymarket-veroordeelden’.

## Betekenis
Het theoretisch werk van De Cleyre is van grote invloed geweest op het Amerikaanse feminisme. Verder leeft ze vandaag de dag ook voort in een aantal biografieën, waaronder die van de reeds genoemde historicus van het anarchisme Paul Avrich. Avrich is overigens ook de eerste om te erkennen dat de gebleven belangstelling voor De Cleyre niet geheel los gezien kan worden van het feit dat ze, anders dan andere vrouwelijke anarchisten uit die tijd (Louise Michel, Emma Goldman), een bijzonder charmante verschijning was. “Haar lieflijke, aristocratische uitstraling”, zo schreef hij, “in combinatie met het agressief-radicale gedachtegoed, leidde tot een voor die tijd nieuwe beeldvorming die tot op de dag van vandaag intrigeert”.